# Quercus incana
Quercus incana, és una espècie de roure del gènere Quercus dins de la família de les fagàcies. Està classificada en la secció dels roures vermells d'Amèrica del Nord, Centreamèrica i el nord d'Amèrica del Sud que tenen els estils llargs, les glans maduren en 18 mesos i tenen un sabor molt amarg. Les fulles solen tenir lòbuls amb les puntes afilades, amb truges o amb pues en el lòbul.

## Descripció
Aquest roure és un arbre que creix fins a uns 10 metres d'altura, amb una alçada màxima d'uns 15 metres. El "campió nacional Bluejack" era un espècimen de Texas, que va arribar als 15,5 metres d'altura i 2,1 metres de circumferència, i tenia una extensió corona de 17 metres. El tronc és curt i les branques són tortes formant una corona oberta i irregular. L'escorça laminar és color marró fosc o negre. Les fulles són generalment ovalades i de fins a 10 centímetres per 3,5 d'ample. Són de color verd brillant per sobre i de pèl llanós per sota. Les glans són de fins a 1,7 centímetres de llarg per 1,6 d'ample, sense comptar la tapa.

## Distribució i hàbitat
És nativa de la Plana costanera atlàntica i de les Planes costaneres del golf dels Estats Units, des de Virgínia al voltant de Florida a Texas i cap a l'interior d'Oklahoma i Arkansas.
Aquest roure es reprodueix per llavor i pel rebrot d'arran de la corona quan la part superior s'elimina. Pot formar matolls mitjançant la difusió dels corredors subterranis.
Aquest roure creix sovint en ecosistemes de pins de fulla llarga (Pinus palustris), on comparteix el sotabosc amb Quercus laevis i Aristida stricta. Al matollar gran de Texas, codomina amb el Quercus stellata i un nombre de pins. El roure es pot trobar en sòls sorrencs. Creix pendent avall de crestes dels turons, on els sòls són més fins i menys secs que la part superior de les crestes. S'adapta molt bé als incendis forestals i creix en un hàbitat on el foc és comú i sovint es produeix, com en els ecosistemes de pi de fulla llarga. Aquest tipus de roure no tolera l'ombra densa i requereix del foc per eliminar els roures més robustos i alts que d'altra manera s'autocompeteixen amb ella.

## Usos
La fusta d'aquest roure és dura i forta, però els arbres són generalment massa petits per tenir una bona fusta i, per tant, no tenen utilitat, llevat del combustible o els pals. Les glans proporcionen aliment per a moltes espècies animals com la guineu esquirol de Sherman, que viu a les comunitats de pi de fulla llarga.

## Taxonomia
Quercus incana va ser descrita per William Bartram i publicat a Travels Through North and South Carolina 378, 403, a l'any 1791.
Etimologia
Quercus: nom genèric del llatí que designava igualment al roure i a l'alzina.
incana: epítet llatí que significa "de color gris"
Sinonímia
- Dryopsila cinerea (Michx.) Raf.
- Dryopsila oligodes Raf.
- Dryopsila verrucosa Raf.
- Quercus brevifolia Sarg.
- Quercus cinerea Michx.
- Quercus cinerea Raf.
- Quercus cinerea var. dentatolobata A.DC.
- Quercus cinerea f. dentatolobata (A.DC.) Trel.
- Quercus cinerea var. humilis (Pursh) A.DC.
- Quercus heterophylla Raf.
- Quercus humilis Walter
- Quercus ilexoides Raf.
- Quercus oligodes Raf.
- Quercus phellos var. brevifolia Lam.
- Quercus phellos var. humilis Pursh
- Quercus phellos var. latifolia Marshall
- Quercus verrucosa Raf.[5][6]